# Luca Poldelmengo

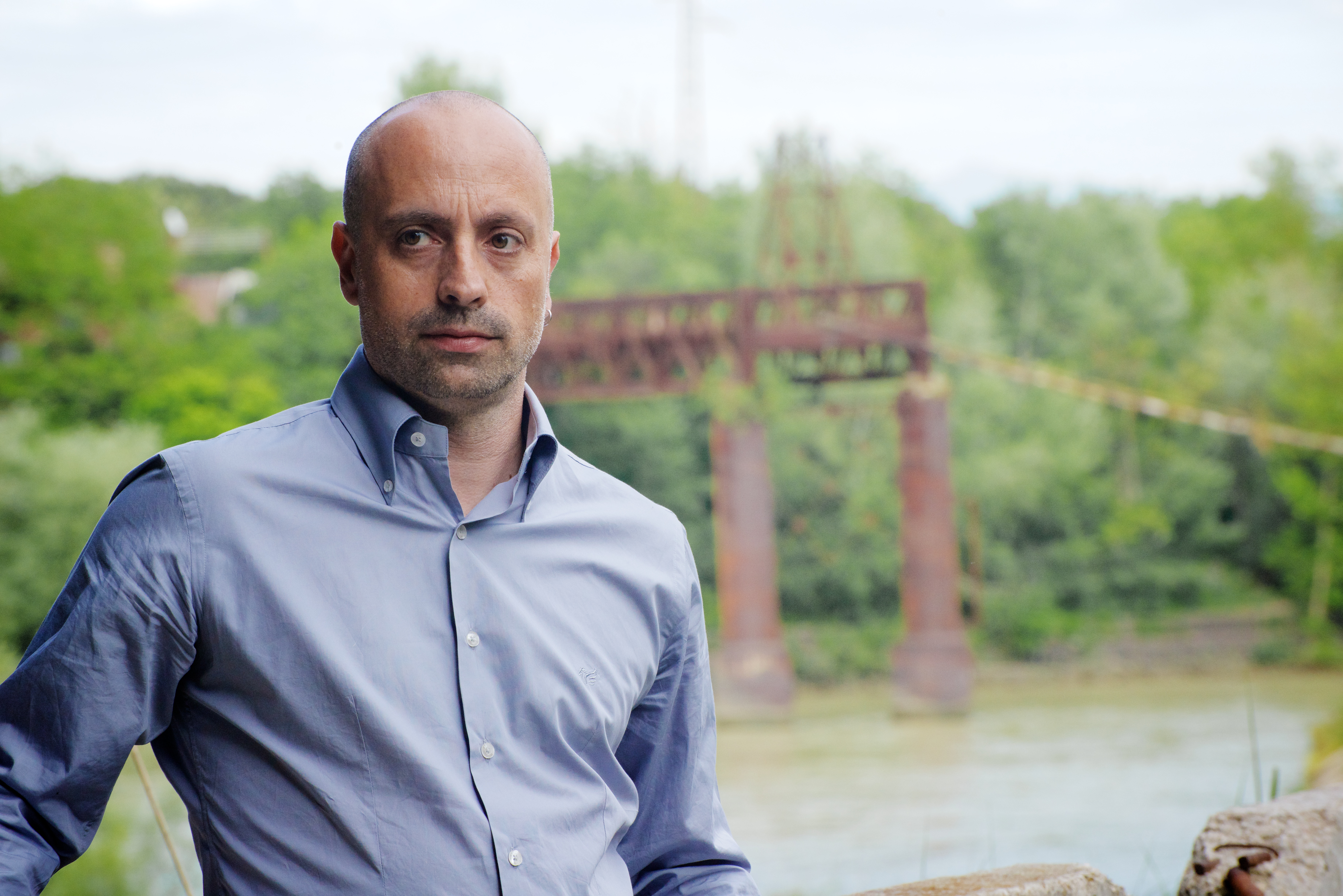
Foto di Damiano De Paolis

Luca Poldelmengo (Roma, 3 febbraio 1973) è uno scrittore e sceneggiatore italiano.

## Biografia
Esordisce nel cinema firmando soggetto e sceneggiatura del film Cemento armato (Rai Cinema, IIF 2007).
Nel 2009 esce per Kowalski il suo primo romanzo Odia il prossimo tuo. Vince il premio Crovi come migliore opera prima.
Nel 2012 pubblica il suo secondo romanzo L'uomo nero, per le Edizioni Piemme, nella collana Linea Rossa.
I diritti di entrambi i libri vengono acquistati per la Francia dall'editore Payot & Rivages.
Nel 2014 pubblica per le Edizioni E/O il romanzo Nel posto sbagliato, numero 14 della collezione Sabotage diretta da Colomba Rossi e Massimo Carlotto. 
Nel 2020 esordisce nella narrativa per ragazzi con il romanzo Valerio e la scomparsa del professor Boatigre Gallucci Editore
Nel 2023 è uno dei produttori della serie Rai Black Out - Vite sospese.

## Opere
- 2009: Odia il prossimo tuo - Kowalski  ISBN 9788874966851[1]
- 2012: L'uomo nero - Edizioni Piemme ISBN 9788856622331[2]
- 2013: Le salaire de la haine - Rivages noir ISBN 9782743624965[3]
- 2014: Nel posto sbagliato - Edizioni E/O ISBN 9788866325284[4]
- 2015: L'homme noir - Rivages noir ISBN 9782743629694[5]
- 2016: I pregiudizi di Dio - Edizioni E/O ISBN 9788866327240[6]
- 2018: Negli occhi di Timea - Edizioni E/O ISBN 9788866329886[7]
- 2020: Valerio e la scomparsa del Professor Boatigre - Gallucci editore ISBN[8]

## Filmografia

### Soggetto e sceneggiature
- Cemento armato, regia di Marco Martani (2007)
- Calibro 9, regia di Toni D'Angelo (2020)
- Bastardi a mano armata, regia di Gabriele Albanesi (2021)

### Produttore
- Black Out – serie TV (2023-2025)
- I casi di Teresa Battaglia – serie TV (2023-2024)
- Brennero – serie TV (2024)